# Peugeot Typ 78

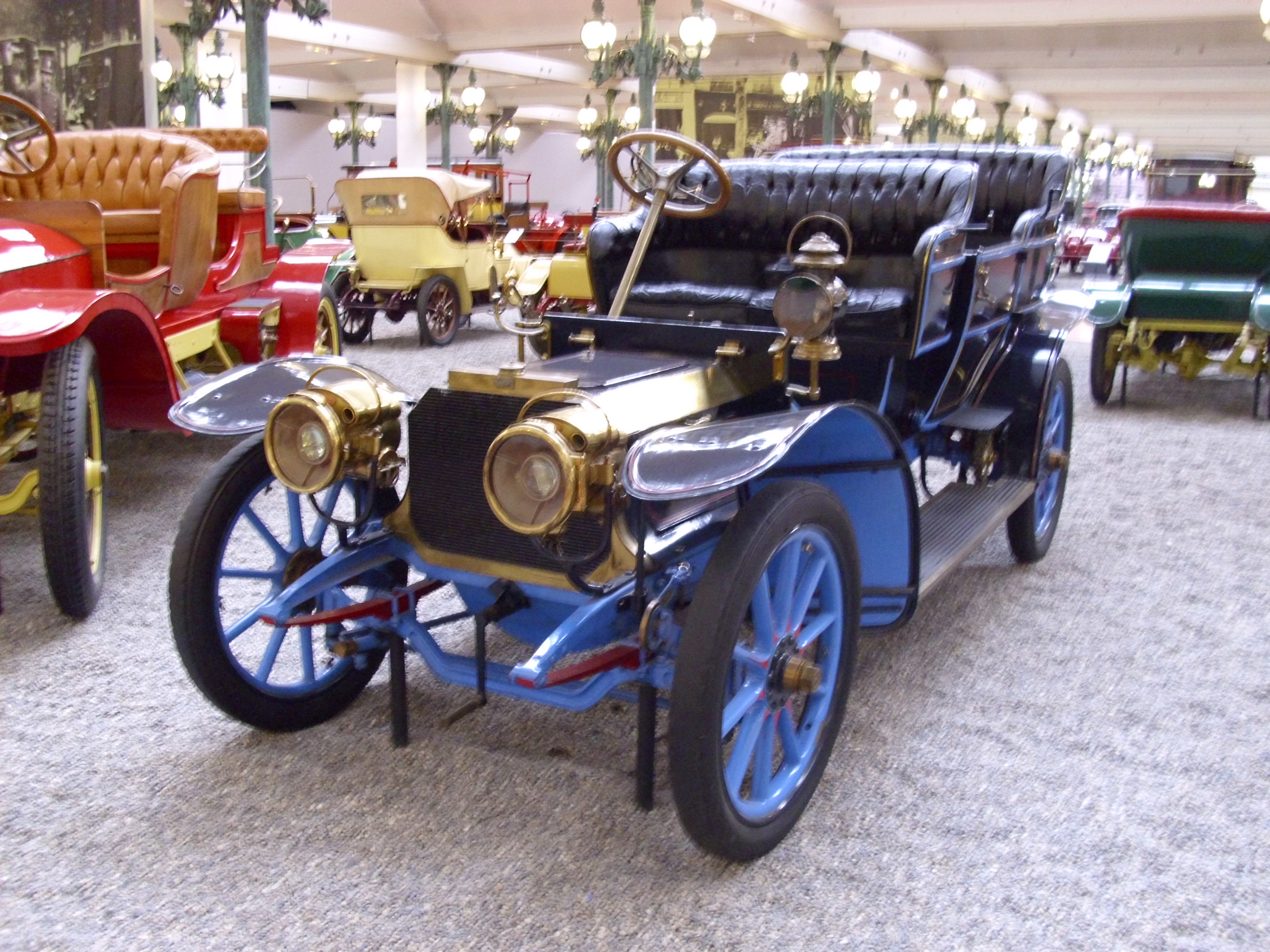
Peugeot Typ 78 A von 1906

Der Peugeot Typ 78 ist ein frühes Automodell des französischen Automobilherstellers Peugeot, von dem 1906 im Werk Audincourt 261 Exemplare produziert wurden.
Die Fahrzeuge besaßen einen Zweizylinder-Viertaktmotor, der vorne angeordnet war und über Kette die Hinterräder antrieb. Der Motor leistete aus 1817 cm³ Hubraum 10 PS.
Es gab die Modelle 78 A und 78 B. Bei einem Radstand von wahlweise 230 cm oder 265 cm betrug die Spurbreite 135 cm. Die Karosserieformen Tonneau und Doppelphaeton boten Platz für vier Personen.